# ジャスミンデル・カストゥリア
ジャスミンデル・カストゥリア（英語: Jasminder Kasturia）は、インドの外交官、大使。1988年2月、外務省に入省。在中華人民共和国大使館三等書記官、外務省東アジア局副書記官、在中国大使館一等書記官、外務省インド文化関係評議会（ICCR）会長、在イギリス高等弁務官事務所（大使館相当）参事官を経て、在朝鮮民主主義人民共和国大使（2015～2018年）。

## 在朝鮮民主主義人民共和国大使として
2015年7月20日、在北朝鮮大使に任命される。同年10月21日、平壌の万寿台議事堂で最高人民会議常任委員会の金永南委員長に信任状を捧呈した。
カストゥリア大使が在任中の2010年代後半に北朝鮮は相次いで核実験を強行し、これを受けて2017年9月11日には国連安保理による制裁決議が採択されたが、この制裁決議は核拡散防止条約（NPT）体制の埒外にあるインドと北朝鮮の関係を何ら損なうものではなく、同年12月9日には大同江（テドンガン）外交団会館でカストゥリア大使が国際ヨガ・デーにちなんだ説明会を開催して、共和国保健省の金亨勲（キム・ヒョンフン）次官や駐朝外交使節団の各国代表を招いている。
2018年2月27日、万寿台議事堂を訪問して最高人民会議常任委員会の金永南委員長に離任の挨拶をした。